# Richard Washington
Richard Lee Washington (Portland, 15 luglio 1955) è un ex cestista statunitense, professionista nella NBA.

## Carriera
Venne selezionato dai Kansas City Kings al primo giro del Draft NBA 1976 (3ª scelta assoluta).

## Palmarès
- Campione NCAA (1975)
- NCAA Final Four Most Outstanding Player (1975)
- NCAA AP All-America Second Team (1976)